# Beim Gödl

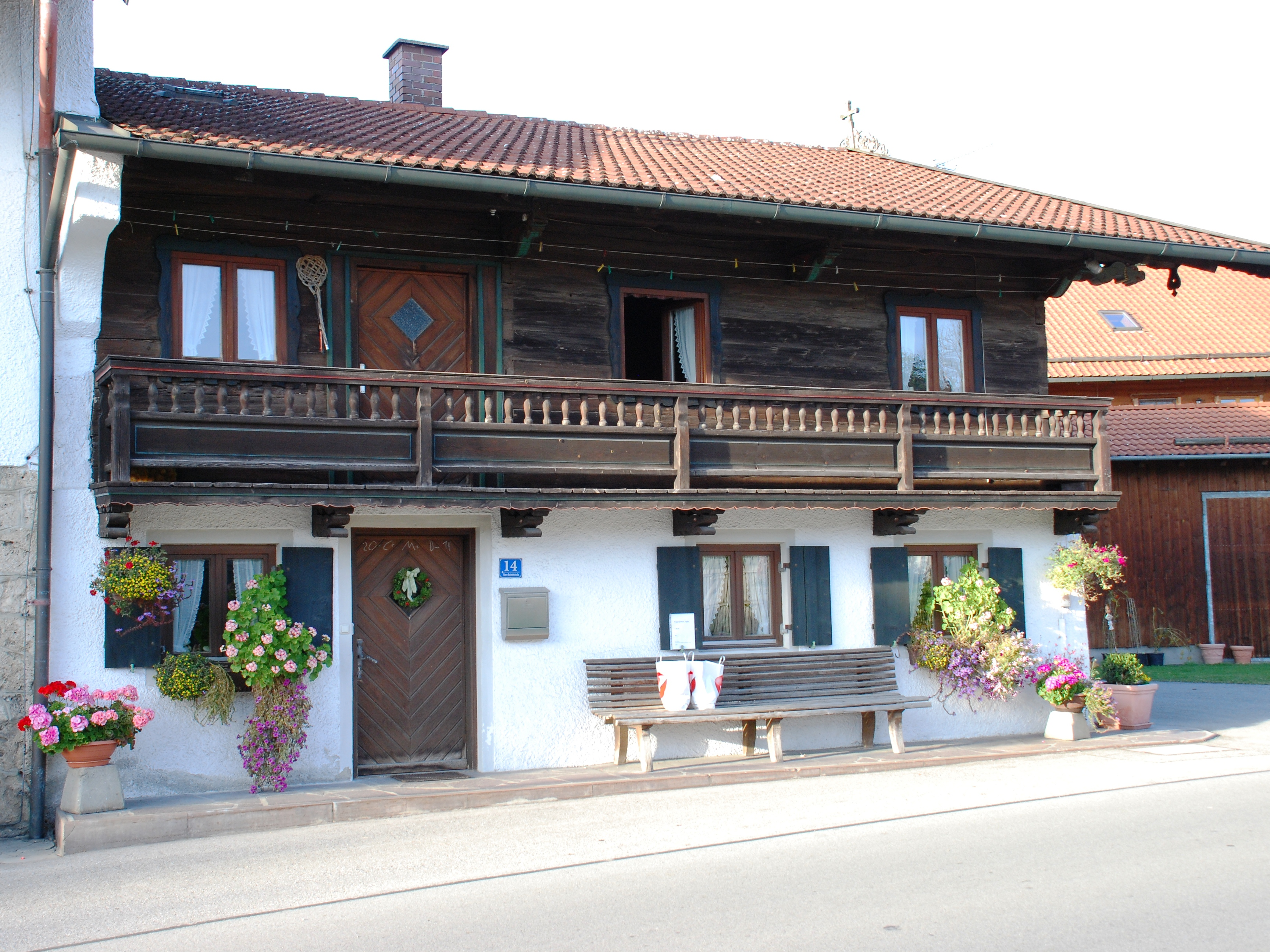
Haus Beim Gödl in Großhelfendorf

Das Bauernhaus Beim Gödl in Großhelfendorf, einem Gemeindeteil von Aying im oberbayerischen Landkreis München, ist ein geschütztes Baudenkmal.
Das Gebäude mit der Adresse Obere Bahnhofstraße 14 wurde in der ersten Hälfte des 19. Jahrhunderts errichtet und 1952 erneuert. Der zweigeschossige Wohnteil mit Blockbau-Obergeschoss und flachem Satteldach besitzt Baluster-Lauben.